# Хюбнер, Макс (флорист)
Макс Хюбнер (нем. Max Hübner, 7 декабря 1866 г. — 11 ноября 1946 г.) — немецкий предприниматель, основатель Федерации немецких флористов (Verbandes Deutscher Blumengeschäftsinhaber, 1904), основатель Общества доставки цветов (нем. Blumenspendenvermittlungs-Vereinigung, 1908), автор революционного решения дистанционной доставки цветов (подарочных букетов и композиций). Основанная Хюбнером компания выросла в лидера международной доставки цветов — корпорацию Interflora, Inc. Макс Хюбнер считается не только основателем компании, но и всей индустрии дистанционной доставки цветов.

## Биография

### Происхождение
Макс Хюбнер родился в семье Теодора Хюбнера, открывшего в тот же год цветочный магазин Blumengeschäft на Prinzenstrasse 29 в берлинском районе Kreuzberg. Магазин быстро заслужил признание горожан за счет цветов высокого качества и мастерства Теодора Хюбнера, умевшего сделать фантастические букеты из обычных цветов. Вскоре кайзер Вильгельм I пожаловал ему титул «Королевский флорист». С этого момента Хюбнер-старший получал регулярные заказы на оформление королевского дворца своими букетами и композициями.

В 1909 году берлинский телефонный справочник уделил магазину Теодора Хюбнера в три раза больше места, чем любому другому цветочному магазину. Под именем владельца крупным шрифтом было написано: « Berlins Größte Blumenbinderei» («Крупнейший в Берлине магазин цветочных композиций»). Также упоминались имена двух совладельцев магазина, сыновей Хюбнера — старшего Макса и младшего Артура.

### Идея доставки цветов
Будучи старшим сыном, Макс активно участвовал в бизнесе отца и вскоре стал коммерческим директором магазина и получил долю в бизнесе. 

Еще в начале своей деятельности Макс Хюбнер обратил внимание на то, как сильно отличается подход к работе с цветами в разных магазинах и решил создать ассоциацию флористов, отвечающих за качество своей работы.
После ряда поездок по городам Германии, он пригласил ведущих флористов из разных городов в «Федерацию немецких флористов», которая была основана в Берлине в 1904 году. Основание федерации стало предпосылкой для следующего шага, ключевым образом изменившего цветочную индустрию.

Начало XX века ознаменовалось бурным спросом на доставку цветов (поздравительных букетов и композиций) в другие города страны и даже за границу. Однако цветы трудно переносили дорогу и часто приходили адресату в плачевном состоянии.

Революционную идею доставки цветов на дальние расстояния подсказали два благоприятных фактора: во-первых, уровень развития цветочного рынка Германии позволял найти хороший цветочный магазин практически в каждом городе, во-вторых, к началу XX века телеграф стал доступным и повсеместным средством связи. Таким образом, задача по доставке цветов решалась методом передачи заказа в ближайший к адресату цветочный магазин. 

Реализация идеи требовала надежного партнерства с цветочными магазинами. К этому моменту уже существовала Федерация немецких флористов, созданная Максом Хюбнером, охватывающая лучшие магазины в крупных городах Германии. 

17 сентября 1908 года Макс Хюбнер на основе Федерации создал Общество доставки цветов ("Blumenspendenvermittlungs-Vereinigung, BVV — «Подари цветок — укрепи единство!»), основной задачей которого стала доставка цветов — поздравительных букетов и композиций — в города Германии. Так родилась компания, впоследствии ставшая мировой корпорацией Interflora, первая в мире компания, осуществившая выполнение заказов по доставке цветов на большие расстояния. 

К концу года в Общество входило 98 магазинов в разных городах. Для передачи заказов в другие города использовался телефон и телеграфа. Вскоре для приема и передачи заказов стал использоваться телетайп.
Максу Хюбнеру также принадлежит идея специальных кодов для телеграфа: с помощью одного слова в тексте телеграммы флорист, получавший для исполнения заказ, понимал, какой текст должен присутствовать на сопровождающей ленте. Например, слово «JOMAX» означало, что букет предназначался для вручения артисту театра по окончании выступления, и букет следовало оформить лентой с надписью «Великолепному артисту».

### Дальнейшая карьера
Оставаясь во главе семейного бизнеса, Макс Хюбнер продолжал уделять внимание развитию бизнеса по дистанционной доставке цветочных заказов. Вскоре деятельность общества перешагнула границы. В первые же годы существования у компании появились партнеры-флористы в Швейцарии, Бельгии, Франции и других странах. К 1921 году в Обществе доставки цветов насчитывалось уже 1363 магазина.

Вдохновившись идеей Хюбнера, флористы Нового света в 1910 году создали компанию по дистанционной доставки цветов Florists’ Telegraph Delivery Association (FTD, позднее — Florists’ Transworld Association). Хюбнер рассчитывал на сотрудничество с FTD, благодаря чему можно было бы начать прием заказов на доставку цветов через океан, однако планам помешала Первая мировая война. По окончании войны был предпринят ряд попыток организовать трансокеанскую доставку, но сотрудничество носило эпизодический и нерегулярный характер.

Хюбнеру приходилось постоянно ездить в командировки, курируя деятельность Общества в разных странах. В Швейцарии он познакомился с хозяйкой цветочного магазина Кларой Кремер, и вскоре, женившись на ней, переехал в Цюрих и стал управлять ее цветочным магазином, не оставляя идеи расширения деятельности Общества по доставке цветов.

В 1926 году Макс Хюбнер провел в Дрездене международную встречу владельцев цветочных магазинов из Германии, Швеции, Австрии и Норвегии, на которой обсуждались перспективы организации всеевропейской службы доставки цветов. К этому моменту в Обществе состояло около 3000 цветочных магазинов из разных стран Европы. Годом позже, в 1927 году, в Цюрихе было объявлено о создании службы доставки цветов Fleurop. Макс Хюбнер был единогласно выбран президентом компании, а местом нахождения головного офиса компании был выбран Цюрих. Название компании, уже тогда имевшей глобальные амбиции, было латиноязычным и являлось сокращением от «Flores Europae» («Цветы Европы»).

В 1939 году на Генеральной ассамблее Fleurop в Гааге Макс Хюбнер подал в отставку, однако сохранил титул Почетного президента Fleurop. В 1946 году Макс Хюбнер умер.

### Дело Макса Хюбнера
Идея Макса Хюбнера о возможности трансатлантической доставки цветов не была забыта. Вскоре после окончания Второй мировой войны было объявлено о создании корпорации Interflora, Inc., объединившей три компании — Fleurop, FTD и Interflora British Unit — первый европейский филиал FTD, открытый в Великобритании еще в 1923 году.

Корпорация стала лидером рынка по дистанционной доставке цветов и сохранила свои позиции по сегодняшнее время. В ходе ее развития многие идеи Макса Хюбнера, которые он не успел реализовать при жизни, оказали значительное влияние на рост и успех.

В частности, вскоре после основания корпорации была введена условная международная валюта — fleurin (флорин), привязанная к швейцарскому франку, и значительно облегчавшая взаиморасчеты между подразделениями компании в разных странах. Флорин как единица взаиморасчетов также дожил до сегодняшнего времени, но с начала 2000-х годов он был приравнен к евро.

До сих пор во всей сети Interflora работают единые стандарты доставки цветов (стандарты касаются качества цветов и сервиса), разработанные еще Хюбнером и адаптированные под современные реалии. Выходя на рынок, конкуренты Interflora взяли за основу и бизнес-модель, разработанную Хюбнером, и стандарты выполнения заказов.

Макс Хюбнер уделял большое внимание развитию флористики в разных странах. Спустя много лет Interflora, Inc. основала регулярный международный конкурс флористов Interflora World Cup, ставший крупнейшим событием в мировой флористике.

### Роль в развитии цветочного бизнеса
Макс Хюбнер — автор идеи доставки цветов на дальние расстояния. Идея, появившаяся на свет в 1908 году, до сих пор работает практически без изменений и является основой бизнеса не только корпорации Interflora, Inc., но и ее главных конкурентов. Развитие технологий связи только подстегнули развитие отрасли, не изменив идею.

Хюбнер считается основателем корпорации Interflora, Inc., объединившей три компании, бизнес которых основан на идее Хюбнера.

Макс Хюбнер считается основателем целой отрасли — дистанционной доставки цветов (подарочных букетов и композиций) поскольку отрасль своему зарождению и развитию обязана его идее.

Кроме того, Макс Хюбнер является автором большого количества идей, способствовавших развитию компании Fleurop, но получивших неожиданное развитие в других областях бизнеса. В частности, к его наследию и опыту компании обращались банкиры при создании международных валют, благодаря идее Хюбнера зародилась целая отрасль торговли по каталогам, а система информационного обмена, существовавшая между подразделениями корпорации в разных странах, оказалась хорошим образцом для создания программ работы с базами данных в наступившей компьютерной эре.